# Faustin Soulouque
Faustin Soulouque (né le 15 août 1782 à Petit-Goâve - mort le 6 août 1867 dans la même ville) est un homme militaire et dirigeant haïtien, qui participa à la guerre d'indépendance haïtienne et à l'expédition de Saint-Domingue, en tant qu'officier puis en tant que commandant, et qui fut empereur d'Haïti sous le nom de Faustin Ier.
Général pendant la période de la politique dite de doublure (1843-1849), il atteint le grade de commandant suprême de la Garde présidentielle sous Jean-Baptiste Riché en 1846. À la mort de Riché en 1847, il est élu président à vie. Autoritaire et ambitieux, il s'octroie les pleins pouvoirs grâce au soutien de l'armée. En 1849, il se proclame empereur d'Haïti, fondant le Second Empire haïtien.
Bien vite, il purgea l'armée de l'élite mulâtre qui la dirigeait, installa des loyalistes à la peau noire dans les postes administratifs, et créa une police secrète et une armée personnelle. En 1849, il institua une nouvelle noblesse, composée de certains de ses proches et d'anciens nobles du Premier Empire et du Royaume du Nord.
Toutefois, ses tentatives infructueuses pour reconquérir la République dominicaine voisine minèrent son pouvoir et une conspiration menée par le général Fabre Nicolas Geffrard le contraignit à l’abdication en 1859.
Exilé en République dominicaine puis en France, il revient à Haïti vers la fin de sa vie et meurt en 1867 dans sa ville natale.

## Premières années et début de carrière
Né esclave à Petit-Goâve en 1782, Soulouque était l'un des deux fils de Marie-Catherine Soulouque. Celle-ci, née à Port-au-Prince, Saint-Domingue, en 1764, était une esclave créole d'origine mandingue. Elle meurt à Port-au-Prince le 9 août 1857. Lui-même fut affranchi par le décret de 1793 pris par Léger-Félicité Sonthonax, commissaire civil de la colonie française de Saint-Domingue, et qui abolissait l'esclavage pour répondre à des révoltes d'esclaves commencées en 1791. En tant que citoyen libre, il constata que sa liberté était en péril du fait des tentatives du gouvernement français de rétablir l'esclavage dans sa colonie de Saint-Domingue et, de 1803 à 1804, il s’enrôla comme simple citoyen dans l'armée révolutionnaire noire pour combattre au cours de la révolution haïtienne. Ce conflit fit de Soulouque un combattant respecté et, en conséquence, il fut promu lieutenant dans l'armée d'Haïti en 1806 et devint aide de camp du général Lamarre. En 1810, il fut nommé dans la garde à cheval sous la présidence d’Alexandre Pétion. Au cours des quatre décennies suivantes, il continua à servir dans l'armée haïtienne, se hissant au grade de colonel, sous le président Guerrier, jusqu'à ce que finalement il fût promu au plus haut poste de l'armée haïtienne, atteignant le grade de lieutenant-général, commandant suprême de la Garde présidentielle sous Jean-Baptiste Riché, à l’époque président à vie.

## Président de la République

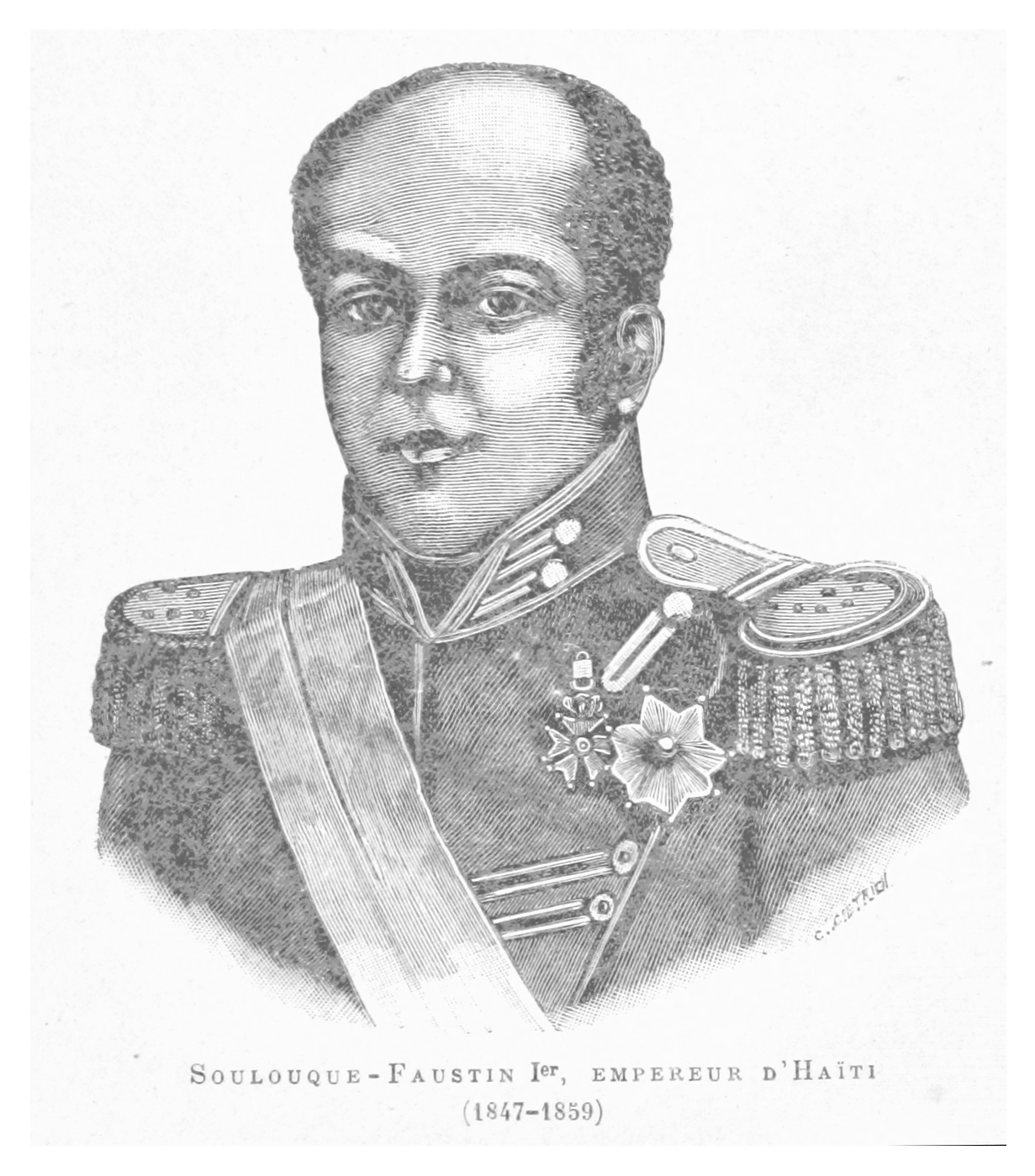
Faustin Soulouque, président à vie d’Haïti.

Le 1er mars 1847, Faustin Soulouque est élu président à vie par le Sénat et succède au président Riché, décédé en fonctions. Pendant son règne, il avait agi comme un homme de paille de la classe dirigeante boyériste, qui se mit tout de suite en quête d’un remplaçant. Son attention se concentra vite sur Faustin Soulouque, dans lequel la plupart voyaient quelqu’un d’un peu effacé et un ignorant. Âgé de 65 ans, il paraissait un candidat malléable et fut donc incité à accepter le rôle qu’on lui offrait. Il prêta le serment d’entrée dans les fonctions présidentielles le 2 mars 1847.
Au début, Faustin parut remplir convenablement son rôle de marionnette. Il conserva à leurs postes les ministres de l'ancien président et continua le programme de son prédécesseur. Il fallut peu de temps cependant pour qu’il se débarrassât de ses partisans et se fît le maître absolu de l'État haïtien. Selon le livre de Mark Kurlansky A Continent Of Islands: Searching For The Caribbean Destiny « il organisa une milice privée, les Zinglins, et fit arrêter et massacrer, tous ceux qui s'opposaient à lui, en particulier les mulâtres, consolidant par là son pouvoir sur le gouvernement ». Ce processus, qui comprit un massacre des mulâtres à Port-au-Prince le 16 avril 1848, culmina au Sénat et à la Chambre des Députés où il se fit proclamer empereur d'Haïti le 26 août 1849.
Soulouque invita également les Louisianais noirs à émigrer à Haïti. Un afro-créole originaire de la Nouvelle-Orléans et qui avait été élevé à Haïti, Emile Desdunes, travailla comme agent de Soulouque et, en 1859, organisa le transport gratuit à Haïti d’au moins 350 personnes désespérées. Un grand nombre de ces réfugiés devaient rentrer plus tard en Louisiane.
Le règne de Soulouque fut marqué par une violente répression contre l'opposition et par de nombreux meurtres. Le fait que Soulouque était ouvertement un adepte de la religion africaine Vaudou contribua à sa réputation de violence. Au cours de son règne Soulouque fut agi par les préjugés, la haine et la discrimination à l’égard des créoles (les mêmes sentiments existant évidemment en miroir).

## Empereur

### Avènement

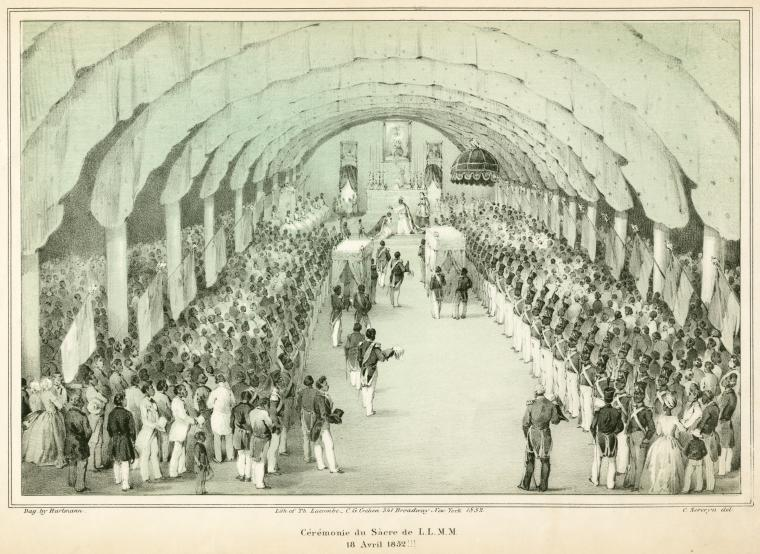
Sacre de l'empereur Faustin.

Le 25 août 1849, il se fait proclamer empereur par le Parlement. Son sacre a lieu le 18 avril 1852, dans un faste ruineux pour les faibles finances de ce pays, et le paiement de la dette doit être interrompu. Soulouque a payé 2 000 £ pour sa couronne et 30 000 £ pour le reste des accessoires.

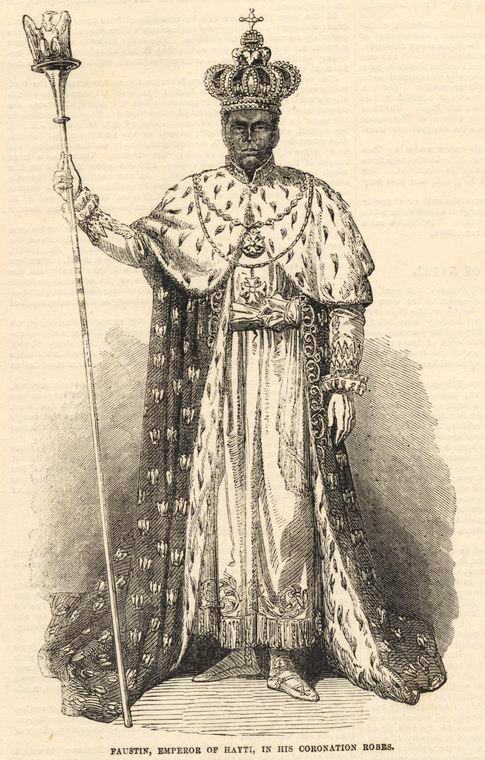
Faustin Ier (Original text: Originaly from The Illustrated London News, February 16, 1856).

Gustave d'Alaux décrit cet événement dans son livre, Soulouque et son empire : « Sa majesté impériale fit appeler un matin le principal marchand de Port-au-Prince et lui ordonna de commander immédiatement à Paris un costume, identique à celui du sacre de Napoléon. Faustin Ier a d'ailleurs commandé pour lui-même une couronne, une pour l'impératrice, un sceptre, un globe terrestre, une main de justice, un trône et tous les autres accessoires, comme tous ceux utilisés lors du couronnement de Napoléon. »
En décembre 1849, Faustin épouse sa compagne de longue date, Adélina Lévêque. Le 18 avril 1852, à la capitale, Port-au-Prince, l'empereur et l'impératrice sont couronnés lors d'une immense et somptueuse cérémonie, à l'instar du sacre de Napoléon.
L'empereur prononce son discours et conclut par : « Vive la liberté, vive l'amour ! » (Gustave d'Alaux). Le couronnement est illustré dans l'Album impérial d'Haïti, gravé par Severyn, publié à New York, 1852 (disponible à la British Library).
Pour affirmer sa légitimité, Faustin fait revenir les enfants du premier empereur, Jean-Jacques Dessalines, leur redonne le titre de « prince » et « princesse » et offre une pension à l'ancienne impératrice Marie-Claire Bonheur.
Par la suite, il organise une répression violente contre les mulâtres et rétablit l'absolutisme sur l'île. La constitution impériale, qu'il a lui-même rédigée, proclame l'empire héréditaire, uniquement en ligne masculine légitime. L'unique fils de l'empereur, Augustin, étant mort en 1849, l’empereur signa une pragmatique sanction exceptionnelle, afin de faire passer la succession à sa fille aînée, la princesse Olive Soulouque.

### Politique étrangère

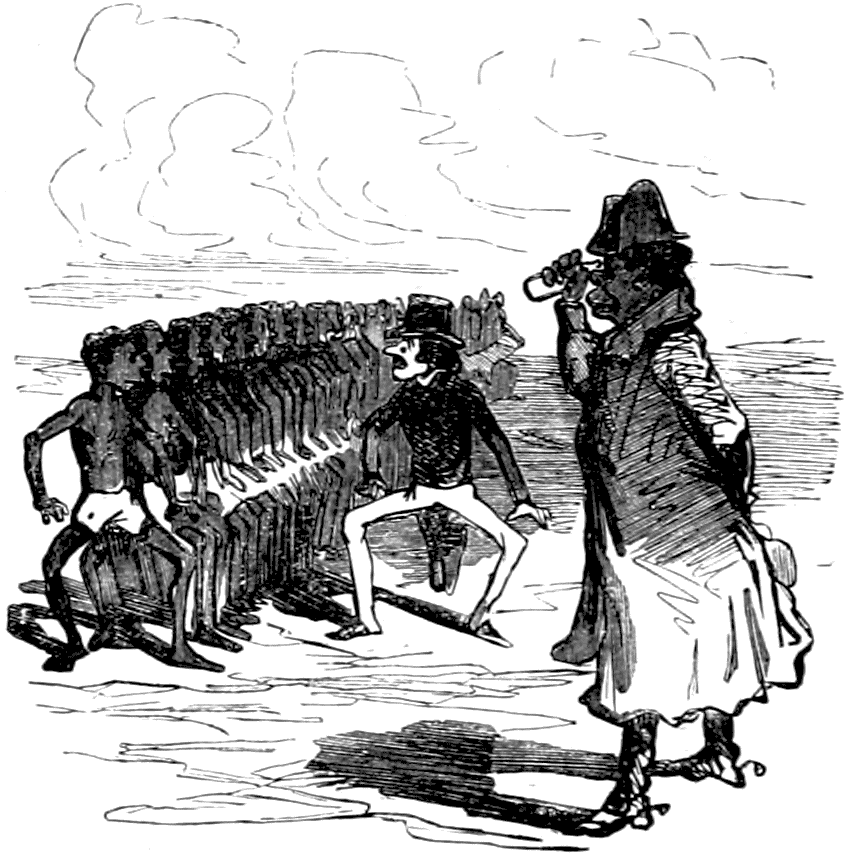
Caricature de Soulouque par Cham (Le Charivari, 1850) : Désirant entreprendre la guerre contre ses voisins et n’ayant pas d’argent pour acheter des fusils à ses soldats, Soulouque fait venir de France un professeur spécial qui leur enseigne la manière de « passer la jambe » à une armée ennemie.

La politique étrangère de l'empereur était centrée sur la prévention de l'intrusion étrangère dans la politique et la souveraineté haïtienne. L’indépendance de la République dominicaine (alors appelée Saint-Domingue), constituait, selon lui, une menace directe pour Haïti.
En 1849, Soulouque entreprit sa première invasion de la République dominicaine, mais son armée prit la fuite après la défaite à la bataille d'Ocoa. Une deuxième invasion s'ensuivit en 1850, où Haïti fut soutenue par la France, le Royaume-Uni et des États-Unis. Lors de la troisième et dernière invasion en 1855, Soulouque entra en République dominicaine à la tête d'une armée de 30 000 hommes qui dut battre en retraite. Durant ses trois expéditions, il dut faire face au général Pedro Santana qui dirigeait alors la République dominicaine.

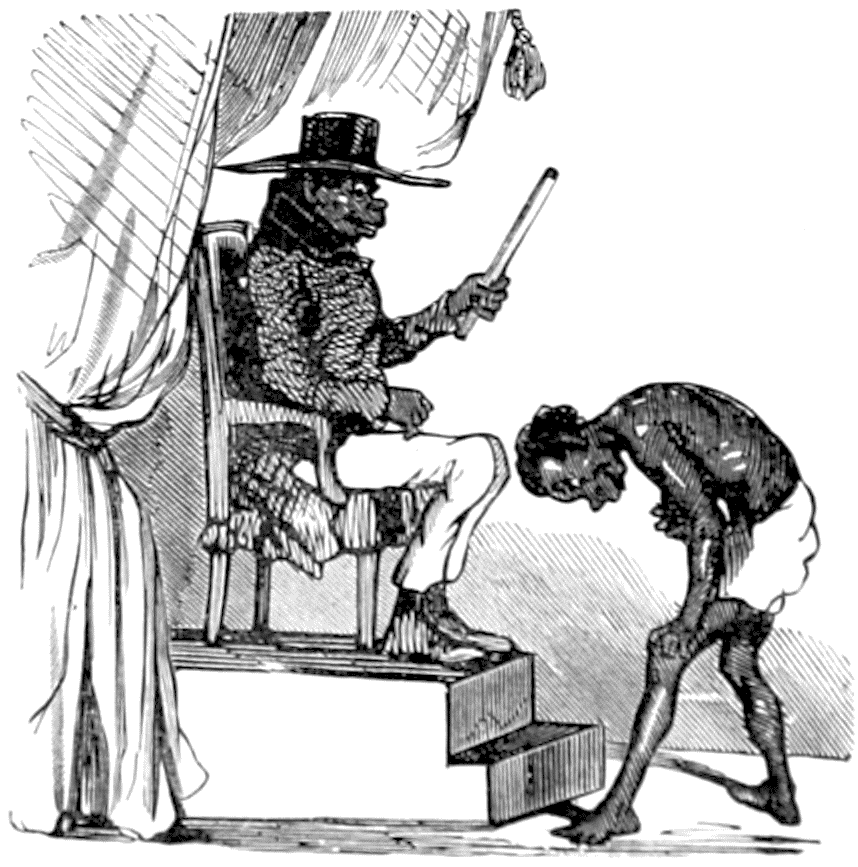
Caricature de Cham : Ne pouvant parvenir à l’imitation parfaite du grand Napoléon, Soulouque cherche à ressembler à Musard qu’on lui a dit être le plus grand homme de l’Europe moderne.

Au cours de son règne, Faustin s'est également trouvé en confrontation directe avec les États-Unis au sujet de l'île Navassa, dont les États-Unis s'étaient emparés avec un motif quelque peu douteux. Faustin envoya plusieurs navires de guerre sur l'île en réponse à l'incursion, mais les retira après que les États-Unis eurent garanti à Haïti une partie des revenus provenant de l'exploitation minière qu'ils opéraient sur l'île.

### Noblesse
Faustin a tenté de créer un gouvernement centralisé fort qui s'inspirait énormément des traditions européennes, en particulier du Premier Empire de Napoléon. Un de ses premiers actes après avoir été déclaré empereur fut d'établir une nouvelle noblesse, issue de celle de l'Empire dessalinien et du Royaume du Nord. La Constitution impériale du 20 septembre 1849 accorde à l'empereur le droit de créer des titres héréditaires et de conférer d'autres honneurs à ses sujets. Les volumes 5 et 6 du magazine The National de John Saunders and Westland Marston (publié en 1859) expliquaient que l'Empire était composé de 59 ducs, 90 comtes, 30 chevaliers (mais aucun chevalier), 250 barons et 2 marquises. Les premières lettres patentes ont été émises par l'empereur le 21 décembre 1850. D'autres sources ajoutent « quatre cents nobles » à cette liste. Les créations ultérieures ont étendu le nombre de titres de nobles. Afin de récompenser la loyauté envers l'Empire et d'accroître le prestige de la monarchie haïtienne, Faustin fonda l'ordre militaire de Saint-Faustin et l'ordre civil de la Légion d'honneur haïtienne le 21 septembre 1849. Plus tard, il créa les ordres de Sainte-Marie-Madeleine et de l'ordre de Sainte-Anne en 1856. La même année, il fonda l'Académie impériale des arts.

### Chute de l'Empire
En 1858, une révolution commença, dirigée par le général Fabre Geffrard, duc de Tabara et ancien fidèle de l'empereur. En décembre de la même année, Geffrard défit l'armée impériale et s'empara du contrôle de la plus grande partie du pays. Dans la nuit du 20 décembre 1858, il quitte Port-au-Prince dans un petit bateau, accompagné de son fils et de deux fidèles disciples, Ernest Roumain et Jean-Bart. Le 22 décembre, il est arrivé aux Gonaïves, où l'insurrection a éclaté. L’Empire est abolit et la Constitution de 1816 est rétablie.

## Exil et fin de vie

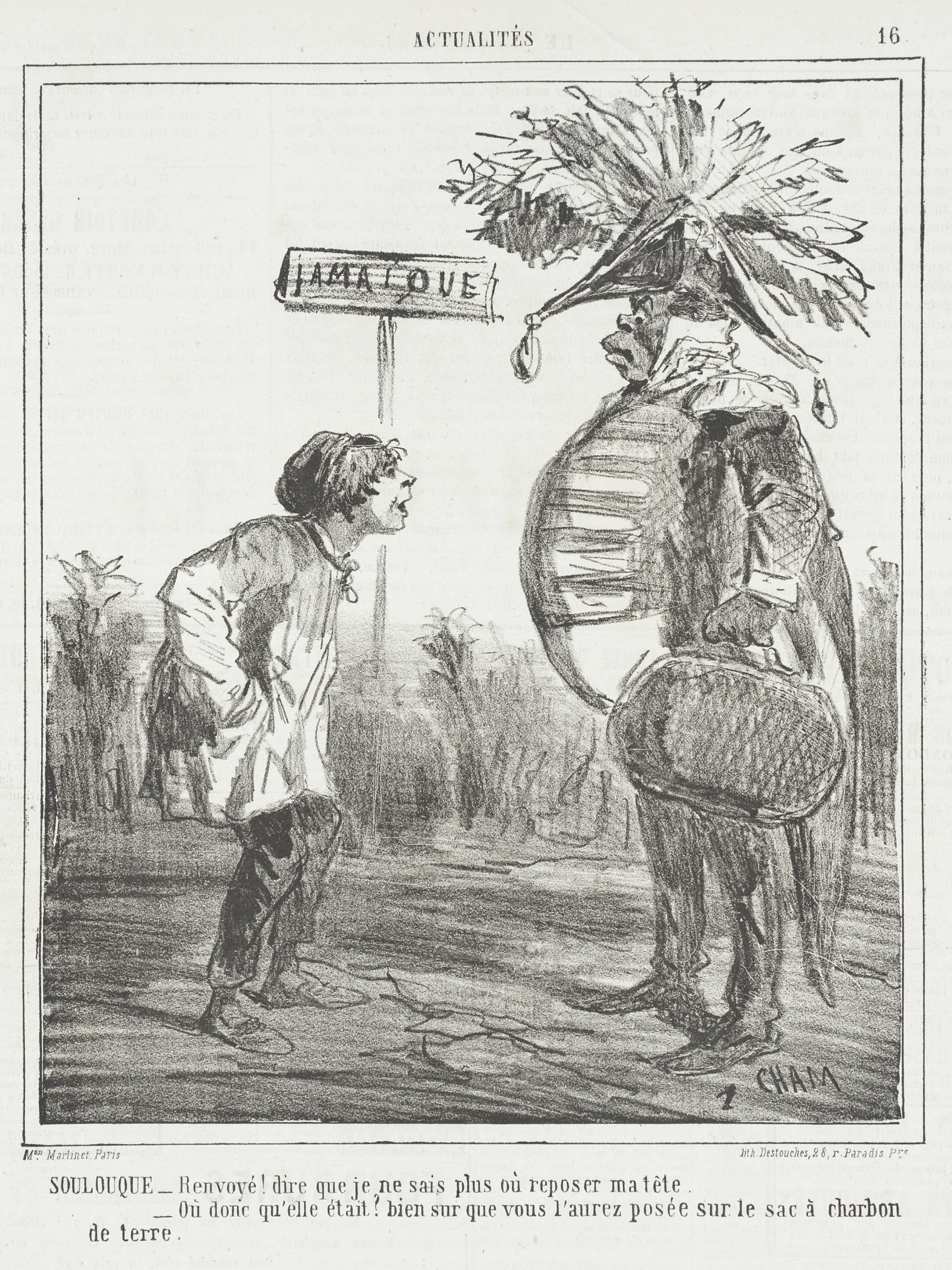
Soulouque en exil en Jamaïque.

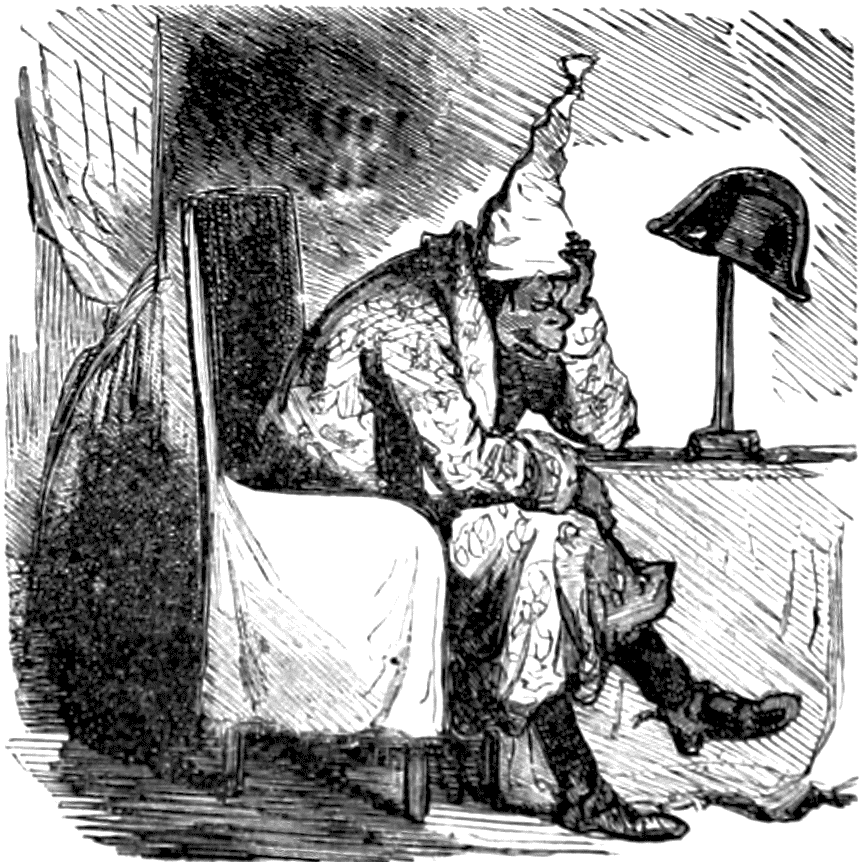
Caricature de l'empereur vers la fin de sa vie.

Le 23 décembre, le comité départemental des Gonaïves, qui avait été organisé, a décréter l'abolition de l'Empire et l'arrestation de plusieurs membres de la famille impériale. Cap-Haïtien et tout le département de l'Artibonite se sont associés à la restauration de la Constitution de 1816. Les journées de décembre 1858 et de janvier 1859 affaiblissent considérablement le pays. Les troupes impériales pourtant épuisées et vaincues à plusieurs reprises par les révolutionnaires continuent à se battre contre l'insurrection. Les révolutionnaires prennent alors le nom de « geffrardistes » et réclament l'arrestation et le procès de l'empereur. Le 15 janvier 1859, le palais impérial est attaqué, l'empereur est contraint d'abdiquer le jour même.
Refusé d'asile par la légation de France, Faustin fut exilé à bord d'un navire de guerre britannique le 22 janvier 1859. Après avoir abdiqué, l'empereur s'exile en Jamaïque et s'installe à Kingston. En exil, il conserve son titre d'« empereur » et compose autour de lui une sorte de « cour ». Par la suite, il part en Europe et s'installe à Paris. Après la chute de Geffrard et l'effondrement de l’État geffrariste, le 2 mai 1867, la famille impériale fut autorisée à revenir à Haïti, après la prise de pouvoir de Sylvain Salnave, petit-fils naturel Faustin. L'empereur déchu s'éteint ainsi le 6 août 1867 à Petit-Goâve, à l'âge de 84 ans, et est inhumé à Fort Soulouque, après avoir reçu des funérailles nationales.

## Descendance

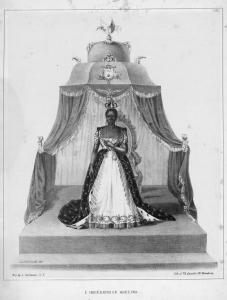
L'impératrice Adélina Lévêque.

Le 15 novembre 1809, il est fiancé à la princesse Dorimène Dessalines (1794-1816), fille de l’empereur Jean-Jacques Dessalines. Le mariage ne sera jamais officialisé, mais Dorimène donne naissance à une fille : 
- Clotilde Fillette Ragonse ou Ragouse[11] (1811-1846)[12], fille naturelle de Soulouque, élevée par la famille Ragonse, et mariée au lieutenant Jean-Baptiste Séraphin Salnave[13] en 1825, dont postérité.

Le 24 juillet 1818, Soulouque épouse la fille du roi Henri Christophe, Françoise-Améthyste (1798-1831), avec laquelle il a trois enfants : 
- le prince Augustin Soulouque (1824-1849)[7], fils unique de l'empereur. Marié à Marie-Thérèse Riché[15], il meurt à l'âge de 24 ans, sans postérité ;
- Marie-Suzanne Olivette Soulouque (1826-1849), mariée à Jean-Chrysostome Océan d’Ulysse, connu sous le nom de Prince Océan, dont postérité ;
- Marie-Catherine Soulouque (1828-1829), meurt quelques mois après sa naissance.

Après la mort de son épouse, Soulouque se fiance avec Adélina Lévêque en 1846, après une longue liaison, et leur mariage est célébré le 26 août 1849, le lendemain de sa proclamation comme empereur. Adélina est sacrée impératrice avec son époux le 18 avril 1852. Ils ont trois filles :
- La princesse Geneviève Olive Soulouque, dite « Madame Première », (1842-1883), légitimée par le mariage de ses parents, élevée au rang d'Altesse impériale et reçoit le titre de princesse[16]. Elle épouse son cousin, le prince Pierre-Joseph Théodore de Vil-Lubin, comte de Vil de Lubin[16], dont postérité ;

- La princesse Félicité Faustine Soulouque (1844-1875), titré princesse, et épouse de Jean-Jacques Anacréon de Vil-Lubin, comte d’Hudicourt[17], dont postérité ;

- La princesse Célestine Marie Françoise Soulouque (1848-1912), du nom de Célita, porta le titre de princesse et d'Altesse impériale en 1849. Elle fut mariée avec Jean Henri Nord Alexis (1848-1905), duc de l’Avancé et comte de Mirebalais[18], dont postérité.